# Follwark

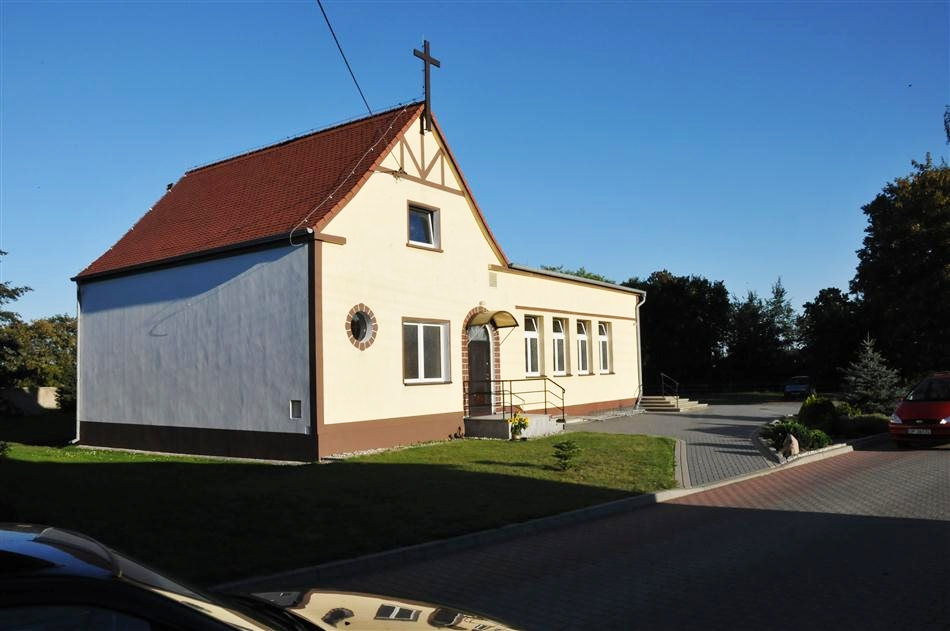
Kreuzerhöhungskirche

Follwark (polnisch Folwark, 1936–1945 Vorwerk) ist ein Ort in der Stadt- und Landgemeinde Proskau (Prószków) im Powiat Opolski  der Woiwodschaft Opole in Polen.

## Geographie
Das Straßendorf Follwark liegt sechs Kilometer nordöstlich von Proskau und sechs Kilometer südlich von Opole (Oppeln) in der Nizina Śląska (Schlesischen Tiefebene) an der Oder. Durch den Ort verläuft die Landesstraße Droga krajowa 45.
Nachbarorte von Follwark sind im Westen Gorek (Górki), im Norden der Oppelner Stadtteil Winau (Winów), im Osten Groschowitz (Groszowice) und im Süden Chrzowitz (Chrzowice).

## Geschichte
Follwark wurde im Jahr 1295 als Vorwerk erstmals erwähnt. 1532 wurde das Dorf das als Forwerckh erwähnt.
Nach dem Ersten Schlesischen Krieg 1742 fiel Follwark mit dem größten Teil Schlesiens an Preußen. 1784 hatte der Ort eine Schule, sechs Bauern, einen Gärtner, sieben Häusler und 49 Einwohner.
Nach der Neuorganisation der Provinz Schlesien gehörte die Landgemeinde Follwark ab 1816 zum Landkreis Oppeln im Regierungsbezirk Oppeln. Im Jahr 1845 bestand das Dorf insgesamt aus 25 Häusern. Im gleichen Jahr lebten in Follwark 160 Menschen, davon alle Einwohner katholisch. 1865 hatte der Ort fünf Bauern, einen Halbbauern, einen Freigärtner und sieben Häusler. Zu diesem Zeitpunkt waren die Schüler nach Gorrek eingeschult und nach Chrzumczütz eingepfarrt. 1874 wurde der Amtsbezirk Sczepanowitz gegründet, welcher die Landgemeinden Chrzowitz, Follwark, Gorrek, Sczepanowitz, Vogtsdorf und Winau sowie die Gutsbezirke Sczepanowitz Domäne und Winau Domäne umfasste.
Bei der Volksabstimmung in Oberschlesien am 20. März 1921 stimmten 59 Wahlberechtigte für einen Verbleib bei Deutschland und 120 für die Zugehörigkeit zu Polen. Follwark verblieb beim Deutschen Reich. 1933 lebten in Follwark 354 Menschen. Am 28. April 1936 wurde der Dorfname in Vorwerk geändert. 1939 lebten in Vorwerk 324 Menschen.
1945 kam der bisher deutsche Ort unter polnische Verwaltung und wurde in Folwark umbenannt und der Woiwodschaft Schlesien angeschlossen. 1950 kam der Ort zur Woiwodschaft Oppeln. Beim Jahrhunderthochwasser der Oder im Juli 1997 standen große Teile des unteren Dorfes und die Felder wochenlang unter Wasser. Bereiche des Ortes standen teilweise drei bis vier Meter unter Wasser. 1999 kam der Ort zum wiedergegründeten Powiat Opolski. Am 30. April 2010 erhielt der Ort zusätzlich den amtlichen deutschen Ortsnamen Follwark. Im Mai des gleichen Jahres kam es bei einem weiteren Hochwasser der Oder zu Überschwemmungen in Follwark. Einzelne Häuser im östlichen Dorfteile standen etwa einen Meter unter Wasser. Seit Juni 2012 sind auch die Ortsschilder im Ort zweisprachig. 

## Sehenswürdigkeiten
- Römisch-katholische Kreuzerhöhungskirche (poln. Kościół Podwyższenia Krzyża Świętego)
- Glockenkapelle aus dem Jahr 1664 mit Denkmal für die Gefallenen beider Weltkriege[10]
- Wegekreuze aus dem 17. und 18. Jahrhundert.
- Grabstein Gefallener deutscher Soldaten

## Vereine
- Deutscher Freundschaftskreis